# Station Tassin
Station Tassin is een spoorwegstation aan de spoorlijn Lyon-Saint-Paul - Montbrison. Het ligt in de Franse gemeente Tassin-la-Demi-Lune in het departement Rhône (Auvergne-Rhône-Alpes).

## Geschiedenis
Het station is op 17 januari 1876 geopend, na de verlenging van de spoorlijn tussen L'Arbesle en Sain-Bel naar Station Lyon-Saint-Paul. Op 4 oktober 1895 werd het station aangesloten op de spoorlijn Paray-le-Monial - Givors-Canal.
In 2010 en 2011 werd het station gemoderniseerd, vanwege de komst van de Tram-Train van Lyon.

## Ligging
Het station ligt op kilometerpunt 5,677 van de spoorlijn Lyon-Saint-Paul - Montbrison. Ook ligt het op kilometerpunt 113,941 van de spoorlijn Paray-le-Monial - Givors-Canal

## Diensten
Het station wordt aangedaan door verschillende treinen van TER Rhône-Alpes:
- Lyon-Saint-Paul - Brignais;
- Lyon-Saint-Paul - Sain-Bel (Tram-Train van Lyon);
- Lyon-Saint-Paul - Lozanne.

### Vorige en volgende stations
| Richting | Vorig station | Verbinding                            | Volgend station     | Richting        |
| -------- | ------------- | ------------------------------------- | ------------------- | --------------- |
| Sain-Bel | Le Méridien   | TER Rhône-Alpes (Tram-Train van Lyon) | Écully-la-Demi-Lune | Lyon-Saint-Paul |
| Lozanne  | Les Flachères | TER Rhône-Alpes                       | Écully-la-Demi-Lune | Lyon-Saint-Paul |
| Brignais | Alaï          | TER Rhône-Alpes                       | Écully-la-Demi-Lune | Lyon-Saint-Paul |